# Gerkens Cacao
Gerkens Cacao Industrie is een cacaoboonverwerkend bedrijf aan de Veerdijk 82 te Wormer.
Het bedrijf werd opgericht in 1928 door K.J. Gerkens. Deze startte in de panden van het oliezaadverwerkende bedrijf De Mol, dat enige jaren daarvoor gesloten werd.  Hij begon met het raffineren van plantaardige en dierlijke oliën en vetten onder de naam: Gerkens' Olieraffinaderij.  In 1963 werd chocoladefabriek De Jonker overgenomen, gelegen aan de Oostzijde te Zaandam. Aldus ging men over op cacao en chocolade, en in 1964 werd de bedrijfsnaam dan ook veranderd in: Gerkens Cacao. 
In 1975 werd Gerkens overgenomen door het Amerikaanse bedrijf General Cocoa. In 1979 werd Stuurman Cacao, dat tevens eigenaar was van de Zaanlandse Olieraffinaderij, overgenomen door Gerkens. Verdere overnames betroffen Fennema te Deventer en Korff Cacao te Amsterdam, beide eveneens in 1979. 
Aldus groeide het bedrijf uit tot de tweede cacaoverwerker in de Zaanstreek.
In 1986 werd General Cocoa overgenomen door het Amerikaanse concern Cargill en behoort thans tot de divisies Cargill Cocoa & Chocolate en Cocoa butter & liquor. Er werken ongeveer 320 mensen.